# Kelly Osbourne
Kelly Michelle Lee Osbourne (născută pe 27 octombrie 1984 în Londra) este o cântăreață, actriță, personalitate tv-radio și designer vestimentar, fiica lui Sharon și Ozzy Osbourne.